# 参薯
（學名：Dioscorea alata）又名紫薯、香芋、田薯、罐薯、银薯、脚板薯、云饼山药、土栾儿、香参、菜用土圞儿、地栗子、红牙芋，为薯蓣科薯蓣属的植物，有獨特的香草味，肉心呈紫色。與甘薯（D. esculenta）、淮山藥（D. polystachya）、對葉薯蕷（D. oppositifolia）、日本山芋（D. japonica）等是近亲。

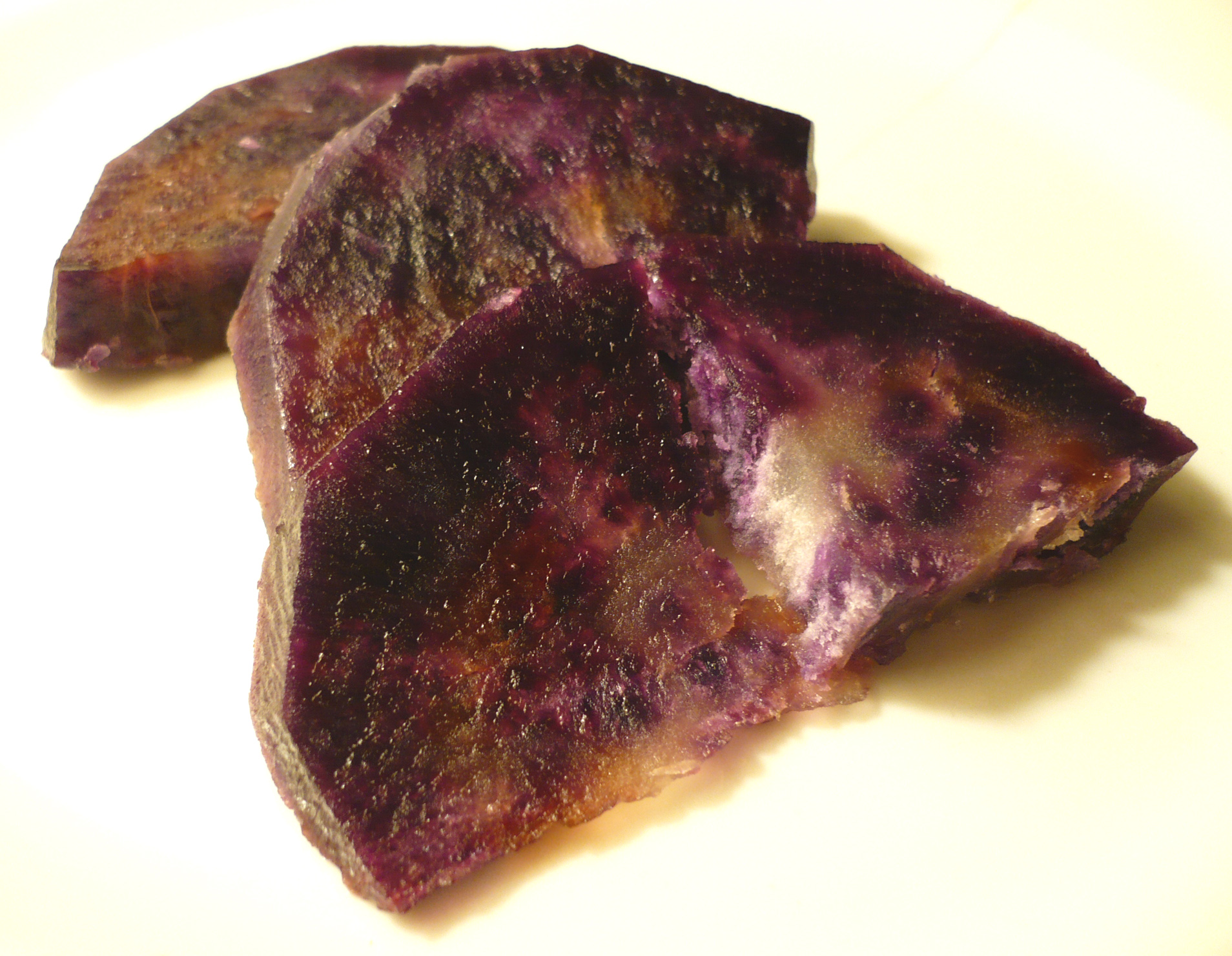
蒸熟後的顏色

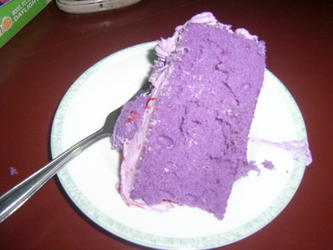
製成香芋蛋糕

## 分布
原產於大洋洲的西太平洋如新幾內亞一帶的島嶼，及後分佈到海洋東南亞的島嶼，如印尼東部、婆羅洲及菲律賓南部。後來通過人工培植，已擴展到全球的熱帶及亞熱帶地區，包括分布在美洲、非洲、太平洋热带岛屿、东南亚、孟加拉、台湾以及中国大陆的福建、云南、贵州、广东、江西、浙江、湖南、四川、广西、湖北等地，生长于海拔200米至1,800米的地区。
玻里尼西亞人将原產於東南亞的参薯帶至夏威夷，並逐漸在19世紀成為夏威夷的主要農產品之一。

## 食用
块茎煮熟可食，有时被称为香芋。在日本冲绳地区有製成天妇罗食用。亦有製成冰淇淋（華人地區译作「香芋雪糕」）。

## 品種
人工培育的品种众多，例如台灣的山藥台農1號、山藥台農2號、大汕二品系、大汕三品系、中國長品系、二刺品系、紫玉血薯品系（D. a. var. purpurea）、自然品系、大陸淮山品系等等，云南省林业和草原科学院陈强研究员团队选育的紫山药新品种“铃珍”、“铃秀”。

## 文化
本种亦是菲律宾保和省的代表植物，當地每年1月都會舉“参薯節”，用以提高参薯的品質，交流新裁種技術，推廣新参薯產品等等。
当地特产的参薯品种被称为“ubi kinampay”，芳香非常，比一般香芋的味道更濃郁，呈深紫色，用kinampay製成的深紫色菲律賓香芋雪糕，味道非常香濃。

## 易混淆的物种
在中文中使用“香芋”一詞时，經常會令人將参薯與芋頭混淆，日语中則容易把參薯與紫心番薯混淆。以下是三者的基本分別：
| 名稱     | 学名                | 英文名稱 | 科目               | 味道     | 肉心顏色 | 備註                     |
| -------- | ------------------- | -------- | ------------------ | -------- | -------- | ------------------------ |
| 参薯     | Dioscorea alata     |          | 薯蕷目薯蕷科薯蕷属 | 清香帶甜 | 紫色     | 常用於製作香芋雪糕       |
| 芋頭     | Colocasia esculenta |          | 澤瀉目天南星科芋属 | 淡味     | 灰白色   | 常用於製作中菜或中式甜品 |
| 紫心番薯 | Ipomoea batatas     |          | 茄目旋花科番薯属   | 甜味     | 紫色     | 紫薯與紫心番薯不同       |

由於香芋的名稱和顏色很吸引人，部份華人在製作芋頭派、芋頭酥等芋頭食品時，會將紫薯與芋頭混合作為餡料，來模仿参薯的顏色和味道，雖然沒有参薯的香味，但也會稱作「香芋派」、「香芋酥」。現時部份華人食肆甚至會把芋頭直稱為「香芋」，例如把芋頭西米露稱為「香芋西米露」。然而這些混用卻使「香芋」一詞產生歧義，並產生一些實際問題。

## 外部連結
- 參薯, Shenshu（页面存档备份，存于） 藥用植物圖像數據庫 (香港浸會大學中醫藥學院) （繁體中文）（英文）